# アナトリー・アルタモーノフ
アナトリー・ドミートリエヴィチ・アルタモーノフ（ロシア語: Анатолий Дмитриевич Артамонов、ラテン文字表記の例：Anatolii Dmitrievich Artamonov、1952年5月5日 - ）は、ロシアの政治家。現在、同国上院議会議員（カルーガ州行政機関代表枠）。2000年から2020年までカルーガ州知事を務めた。

## 来歴
1952年5月5日生まれ、カルーガ州のクラスノエ出身。1996年11月カルーガ州副知事を経て、2000年11月12日州知事選挙で56.72パーセントの得票を獲得して当選する。2004年3月14日66.86パーセントの票を得て再選された。ウラジーミル・プーチン大統領の中央集権強化策によって知事の任命制導入後も、2005年7月21日プーチンによって知事に任命され、7月26日カルーガ州議会によって承認された。2020年2月14日よりロシア連邦上院議会におけるカルーガ州の行政機関代表に就任するのを期に知事を退任。
2002年アルタモーノフは、ロシア伝記研究所によって、その年の特筆すべき知事に選ばれている。